# Ricanula discoptera
Ricanula discoptera är en insektsart som först beskrevs av Stsl 1865.  Ricanula discoptera ingår i släktet Ricanula och familjen Ricaniidae. Inga underarter finns listade i Catalogue of Life.